# كومينتاري (مجلة)
كومينتاري هي مجلة شهرية أمريكية مهتمة بالأمور السياسية واليهودية والمجتمع والثقافة. أسست سنة 1945 من قبل اللجنة اليهودية الأمريكية. إلى جانب تغطيتها القوية في مجالات الثقافة، تقوم بطرح مواضيع قوية عن اليسار المضاد للستالينية. أصبح رئيس تحريرها في سنة 1960 نورمان بودهورتز والذي كان من الليبرالية الديمقراطية الجديدة لتنقل المجلة معه بشكل كبير إلى اليمين مابين 1970 و 1980 لتصبح صوت المحافظون الجدد لتستمر على ذلك حتى هذه اللحظة. وقد قل تأثيرها مع بدايات القرن الحالي. يقول عتها بنجامين بالينت «كانت مجلة مثيرة للجدل نقلت اليهود من اليسار إلى المحافظون الجدد». ويقول المؤرخ ريتشارد بيلس «لم تكن هناك مجلة أخرى مؤثرة في منتصف القرن المنصرم ذات تأثير مؤثر مستمراستطاعت أن تنقل الاتجاهات السياسية والحياة الثقافية في الولايات المتحدة الأمريكية»

## روابط خارجية
- كومينتاري على موقع الموسوعة البريطانية (الإنجليزية)